# Лангтанг-Лирунг
Лангтанг-Лирунг (англ. Langtang Lirung) — вершина высотой 7227 (по другим данным — 7234) метров над уровнем моря в Гималаях на территории Непала, высочайшая вершина горного района Лангтанг. В хорошую погоду вершину видно даже из Катманду. Тибетское название — Леру Ганг.
Первое восхождение на вершину было совершено 24 октября 1978 года двумя членами японо-непальской экспедиции японцем Сейси Вада и непальцем Пемба Церингом.

## Физико-географическая характеристика
Вершина Лангтанг-Лирунг расположена на территории Непала в горном районе Лангтанг в 65 километрах к северу от столицы страны Катманду и примерно в 7 километрах к юго-западу от границы с Тибетом. Высота Лантанг-Лирунга составляет 7227 метров, она является высочайшей вершиной Лангтанга. Родительской вершиной по отношению к Лангтанг-Лирунгу является семитысячник Поронг-Ри, расположенный приблизительно в 25 километрах на северо-восток на территории Тибета. Седловина между двумя вершинами расположена на высоте 5702 метра, таким образом, относительная высота вершины Лангтанг-Лирунг составляет 1525 метров.
Лангтанг-Лирунг расположен на территории национального парка Лангтанг, образованного в 1976 году, и является его высочайшей точкой.
На склонах Лангтанг-Лирунга часто сходят ледопады и лавины с многочисленных сераков и ледников. Из-за этого восхождения на Лангтанг-Лирунг считаются достаточно опасными. При этом, они сложны технически, поэтому альпинисты редко выбирают Лангтанг-Лирунг как объект для восхождения.
С геологической точки зрения Лангтанг-Лирунг представляет собой очень твёрдый амфиболит с примесями граната.

## Землетрясение 2015 года
У южного склона Лангтанг-Лирунга была расположена деревня Лангтанг, полностью уничтоженная землетрясением 25 апреля 2015 года. С южного склона горы в результате подземных толчков магнитудой почти в 8 баллов сошла лавина, засыпавшая всю деревню. В результате схода лавины погибло 243 человека: 175 жителей деревни, 27 непальских гидов и портеров и 41 иностранный турист. Уцелевшие жители были вынуждены покинуть деревню.

## История восхождений
Первая попытка восхождения на Лангтанг-Лирунг была совершена весной 1949 года английским исследователем и альпинистом Биллом Тильманом во время его экспедиции в Лангтанг. Тильман осуществил разведку южного склона горы, но на вершину не поднялся.
Следующая экспедиция побывала на склонах Лангтанг-Лирунга спустя 10 лет, осенью 1959 года: японская экспедиция совершила неудачную попытку восхождения по восточному гребню, через ледник Лирунг. Весной 1961 года японцы повторили попытку восхождения через восточный гребень, но отступили после того, как 11 мая на высоте около 6100 метров в лавине погибло двое японских членов экспедиции и один шерпа.
В 1963 году Итальянский Альпийский клуб организовал экспедицию в Непал в честь 100-летия клуба. Руководителем экспедиции был назначен Лино Андреолетти, кроме него, в состав группы вошли ещё 8 итальянских альпинистов. Целью экспедиции стало восхождение на Лангтанг-Лирунг. Совершив предварительно 2 восхождения на другие вершины высотой около 7000 метров, они начали подъём на Лангтанг-Лирунг через ледник Лирунг по восточному гребню. На высоте около 6100 метров двое членов экспедиции, Дж. Росси и Ч. Воланте сорвались со склона и упали вниз. Росси умер мгновенно, Воланте скончался через несколько дней в базовом лагере. После этого инцидента было решено прервать экспедицию и группа вернулась в Италию.
Весной 1964 года очередная японская экспедиция сделала попытку покорить Лангтанг-Лирунг. На этот раз они выбрали маршрут по южному склону, но им удалось подняться только до высоты 5770 метров. Продвинуться дальше они не смогли из-за крутизны склона. Осенью того же года канадец Петер Тейлор попробовал пройти на вершину Лангтанг-Лирунг по новому маршруту, по юго-западному ребру. 6 октября вместе с тремя шерпами ему удалось подняться до высоты 6700 метров. Дальнейший участок до вершины по выбранному маршруту представлял собой крутой технический склон. Принимая во внимание недостаточную подготовку группы к такому технически сложному восхождению, заканчивающиеся припасы и резко испортившуюся погоду, Тейлор принял решение вернуться в базовый лагерь. Дополнительных попыток восхождения они не предпринимали.
В 1971 и 1973 годах японцы организовали ещё 2 экспедиции на вершину Лангтанг-Лирунг, но обе они завершились неудачно, при этом в экспедиции 1973 года погибло трое альпинистов. Таким образом, первые 8 официально зарегистрированных экспедиций на Лангтанг-Лирунг не смогли достичь вершины.
В 1978 году японцы организовали очередную экспедицию на Лангтанг-Лирунг, уже девятую по счёту. В состав объединённой японо-непальской группы вошли 9 японских альпинистов и 4 непальца, руководителем экспедиции был назначен японский альпинист Акира Бан. 24 октября 1978 года двое членов экспедиции, японец Сейси Вада и непалец Пемба Церинг, поднялись на вершину по восточному гребню из лагеря IV на высоте около 6650 метров, что стало первым в истории удачным восхождением на Лангтанг-Лирунг.
Первая попытка зимнего восхождения на Лангтанг-Лирунг была совершена в 1988 году польской экспедицией, организованной Краковским Альпийским клубом, и завершилась успехом. В состав экспедиции под руководством Войцеха Масловски вошло 12 альпинистов. Трое из них (Казимеж Кишка, Адам Поточек и Миколай Чижевский) 3 января 1988 года смогли подняться на вершину по восточному гребню. Через 2 дня, 5 января, два других члена экспедиции также попытались подняться на вершину, но сильный ветер вынудил их отступить. В этом же году, 11 декабря, трое членов японо-непальской экспедиции (руководитель экспедиции Акицугу Нисимура и двое шерпов — Панг Нима Шерпа и Анг Кази Шерпа) повторили восхождение поляков по тому же маршруту, что стало вторым удачным зимним восхождением.
В 2009 году словенский альпинист Томаж Хумар, специализировавшийся на высотных одиночных восхождениях, предпринял попытку соло-восхождения на Лангтанг-Лирунг по южному ребру. Томаж вышел из базового лагеря 7 ноября и установил промежуточный лагерь на высоте 6100 метров. Через 2 дня, 9 ноября, он передал сообщение по радиосвязи, что находится на высоте 6300 метров, но не может продолжать восхождение и собирается спускаться вниз. По прогнозу, в тот день на горе был очень сильный ветер. Вечером этого же дня он ещё раз связался с базовым лагерем и сообщил, что сломал ноги и спину при падении. На следующее утро он вышел на связь, и сказал, что это его последний звонок. Больше Томаж на связь не выходил. Поисковый вертолёт, отправленный на его поиски, не обнаружил тела Томажа на высоте 6300 метров. Оно было найдено несколько дней спустя, 14 ноября, на юго-западном склоне Лангтанг-Лирунга на высоте 5600 метров. Доподлинно неизвестно, как Томаж попал сюда, — возможно, он ещё раз упал, пытаясь спуститься вниз.